# 南条サービスエリア

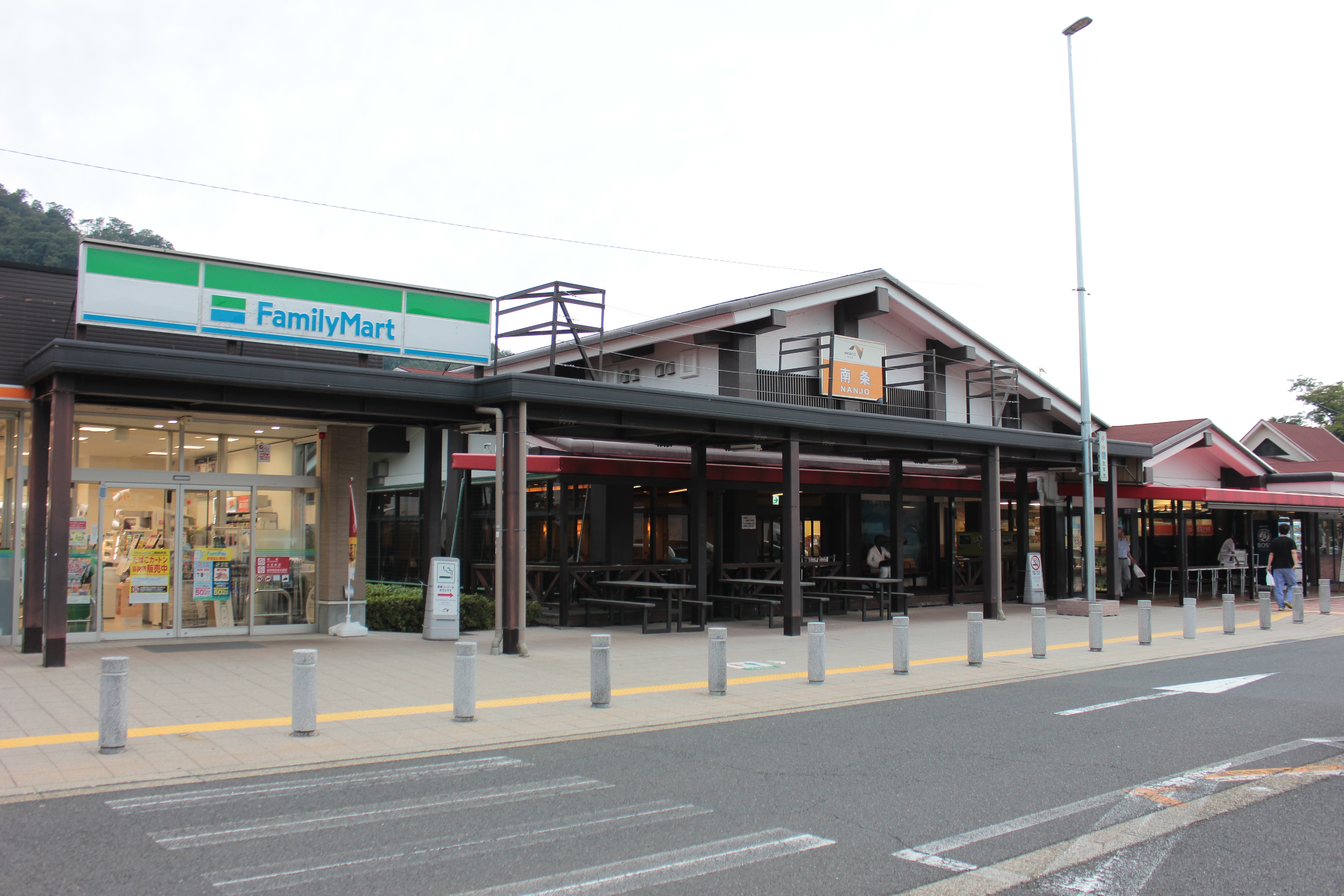
下り線

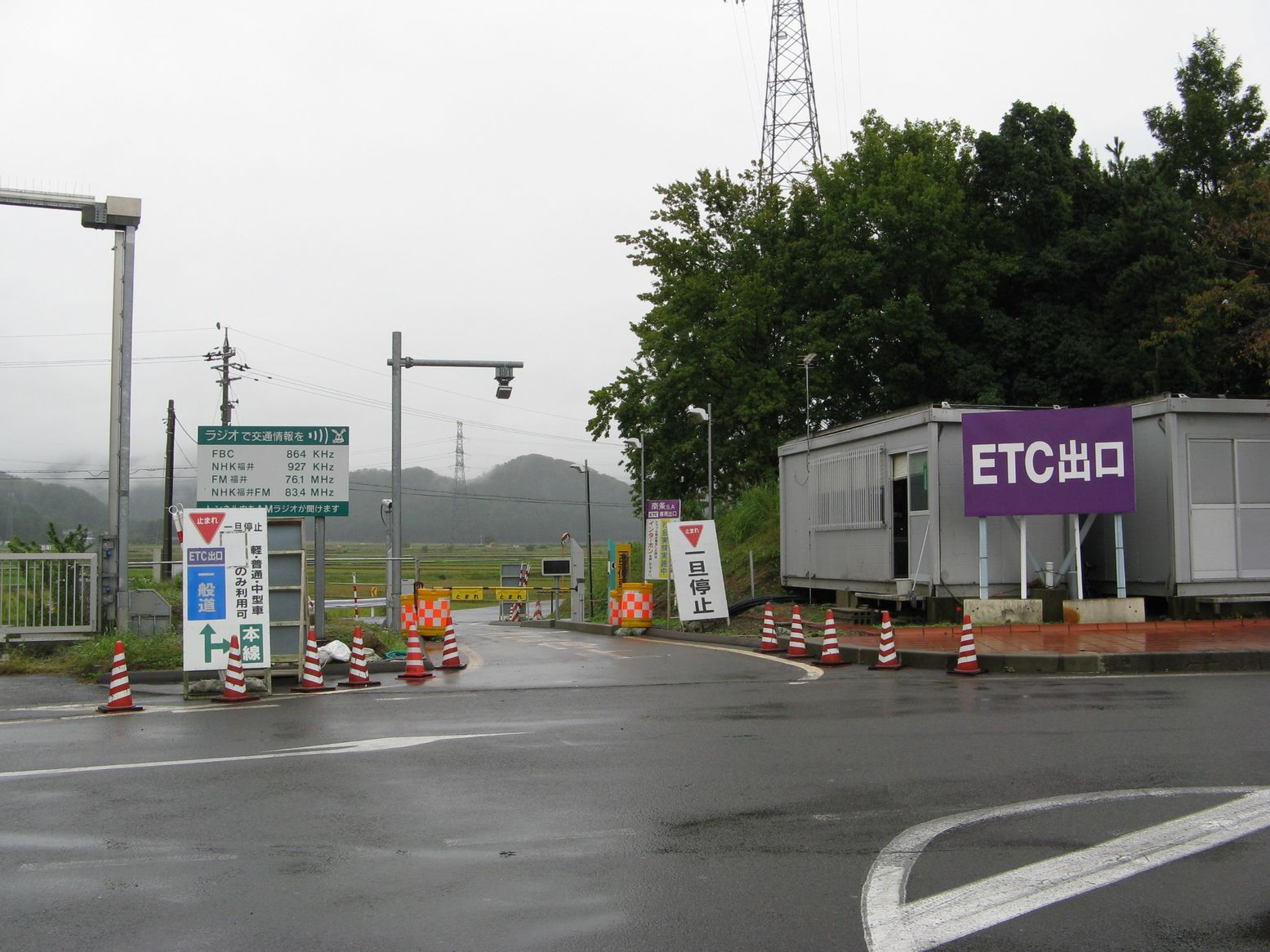
南条スマートIC（上り線出口。SA側から2008年10月撮影）

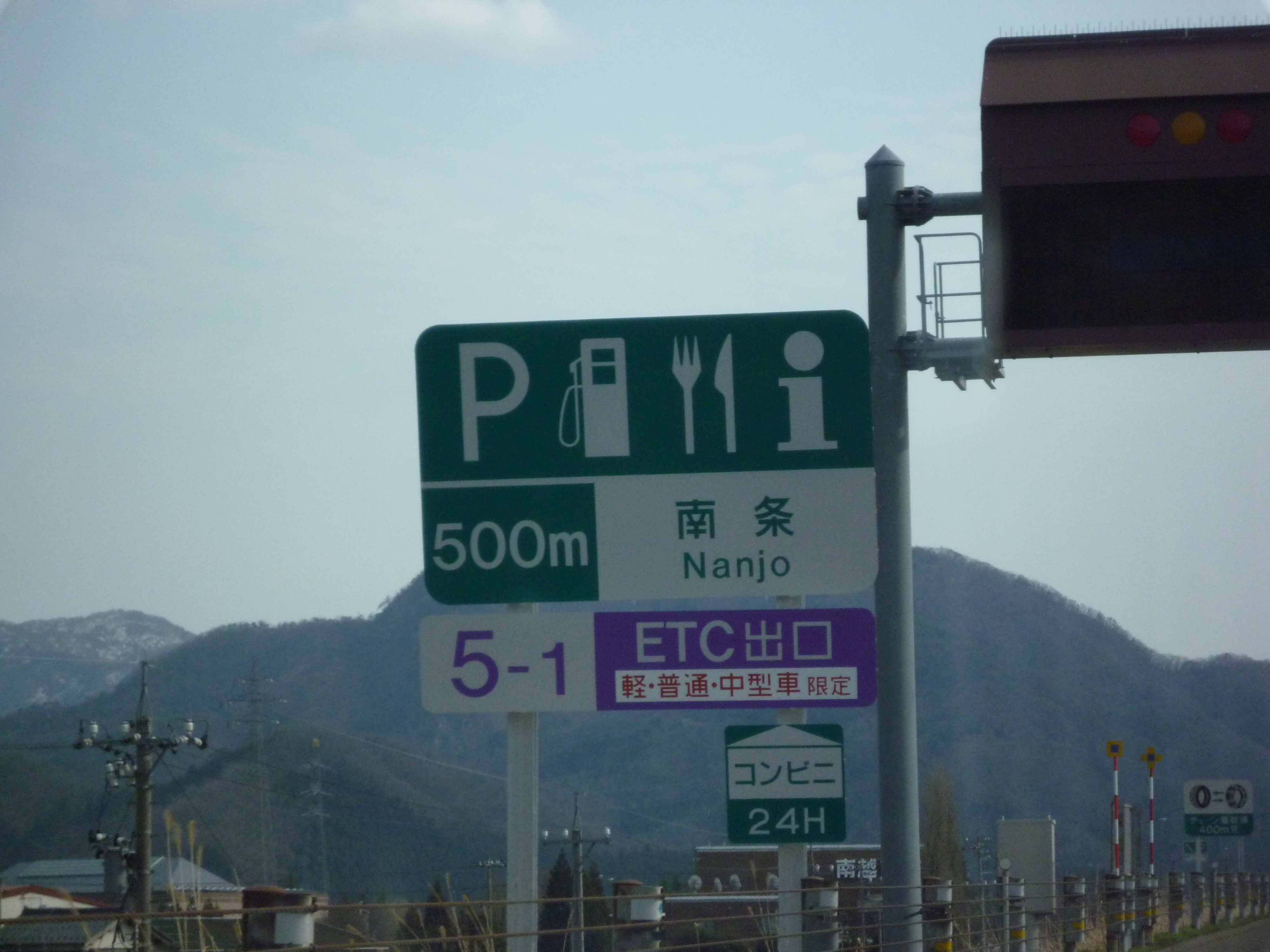
南条SA 標識 （2010年3月撮影）

南条サービスエリア（なんじょうサービスエリア）は、福井県南条郡南越前町牧谷ならびに同町上野にある北陸自動車道のサービスエリア。ETC専用のスマートインターチェンジである南条スマートインターチェンジを併設する。
冬季のチェーン規制の際には、米原方面に向かう全車両が当SA内に誘導され、チェーンあるいはスタッドレスタイヤの装着の有無をチェックされる。

## 歴史
- 1977年（昭和52年）12月8日 - 北陸自動車道の武生IC - 敦賀IC間の開通に伴い[6][7]、供用開始[1]。
- 2005年（平成17年）12月17日 - スマートインターチェンジの社会実験を開始（6時から22時まで、福井方面のみ）[4]。
- 2009年（平成21年）4月1日 - スマートインターチェンジを常設化[3]。
- 2010年（平成22年）3月28日 - スマートインターチェンジの敦賀方面の供用を開始[4]。
- 2018年（平成30年）3月28日 - スマートインターチェンジの24時間の運用を開始[4]。

## 道路
- E8 北陸自動車道

直接接続
- 町道

間接接続
- 福井県道202号中小屋武生線
  - 国道365号

## 施設

### 上り線（米原・小浜方面）
- 所在地：南条郡南越前町牧谷[1]
- 駐車場
  - 大型 29台[1]
  - 小型 116台[1]
- トイレ
  - 男性 大7・小12
  - 女性 27
  - 車椅子用 1（オストメイト対応）
  - キッズトイレ
- ガソリンスタンド（apollostation（三国砿油）、24時間）
  - なお、敦賀JCTから舞鶴若狭自動車道を経由した場合、次のガソリンスタンドがあるSAは約163km先の西紀SAとなる（SA間の距離では全国3位）[8][9][10]。そのため、南条SAの手前に「燃料切れに注意」という案内看板が設置されている[8]。
- 充電スタンド 1基（CHAdeMO）
- コイン洗車機（24時間）
- 海鮮レストラン 越前地磯亭（11:00 - 21:00） - 三谷商事運営[11]
- フードコート（特記がないものは24時間） - 同上[11]
  - ボルガ食堂
  - おぼろや
  - 越前塩中華
  - ジェラート トリノ（10:00 - 18:00）
- スーベニア（ショッピング、24時間） - 三谷商事運営[11]
- コンビニエンスストア（ファミリーマート 南条SA上り店、24時間）
  - 銀行ATM（イーネット、24時間）
- スターバックス南条サービスエリア（上り線）店[12] （7:30 - 21:00）
- 自動販売機
- ハイウェイ情報ターミナル
- 喫煙所
- 公衆無線LAN「フリースポット」（24時間）
- サービスエリア・コンシェルジュ（平日 9:00 - 17:00、土曜・日曜・祝日 9:00 - 18:00）
- ドッグラン（冬季は利用不可）
- ぷらっとパーク（24時間）

### 下り線（金沢・新潟・高山方面）
2022年（令和4年）には、下り線に「恐竜王国・福井」のPRを目的としてフクイティタンのモニュメントが設置されている。
2025年（令和7年）にリニューアルし、まず3月にフードコートが先行開業して座席数が40席増の計150席となった。7月23日には物販コーナーなどがリニューアルオープンした。
- 所在地：南条郡南越前町上野[1]
- 駐車場
  - 大型 20台[1]
  - 小型 124台[1]
- トイレ
  - 男性 大7・小12
  - 女性 27
  - 車椅子用 1（オストメイト対応）
  - キッズトイレ
- ガソリンスタンド（apollostation（西日本フリート）、24時間）
- 充電スタンド 1基（CHAdeMO）
- フードコート（24時間） - 同上
  - 越前そば 杣山庵
  - らーめん 越前らーめん365
  - ごはん処 ひってうまいん屋
    - このフードコートでは、お子様ランチの大人版である「大人様ランチ」が販売されている[16][17]。
- 蔵市（ショッピング、24時間） - 同上
- ベーカリー「ぽるとがる」（7:00 - 21:00） - 同上
- コンビニエンスストア（ファミリーマート 南条SA下り店、24時間）
  - 銀行ATM（イーネット、24時間）
- 自動販売機
- ハイウェイ情報ターミナル
- エリア・コンシェルジュ（9:00 - 17:00）
- 喫煙所
- 休憩所
- ドッグラン（冬季は利用不可）
- ぷらっとパーク（24時間）

## 南条スマートインターチェンジ
2005年（平成17年）からの社会実験を経て、2009年（平成21年）4月1日に南条スマートインターチェンジとして恒久化した。
2018年（平成30年）3月28日より利用可能時間帯が24時間となった。

## 周辺
日野川右岸
- 道の駅南えちぜん山海里（上り線に隣接）[20][21][22]
- 南越前町立南条図書館

日野川左岸
- 南越前町役場
- 南越前町立南越前中学校
- ハピラインふくい線 南条駅

## 隣
E8 北陸自動車道
(5)今庄IC - (5-1)南条SA/スマートIC - (6)武生IC